# Dzień Rosji
Dzień Rosji (ros. День России) – rosyjskie święto państwowe, obchodzone corocznie w dniu 12 czerwca. 
W dniu 12 czerwca 1990 obradował pierwszy Zjazd Deputowanych Ludowych Rosyjskiej Federacyjnej Socjalistycznej Republiki Radzieckiej, podczas którego ogłoszono deklarację suwerenności Rosji. Dokładnie rok później odbyły się pierwsze wybory prezydenckie w tym kraju. 
Od 1994 roku dzień będący świętem państwowym Rosji oraz dniem wolnym od pracy.
1 lutego 2002 roku weszła w życie obecna nazwa święta: Dzień Rosji.